# Ludwika Wojciechowska
Ludwika Wojciechowska – polska psycholog, dr hab. nauk humanistycznych, profesor uczelni Instytutu Psychologii Wydziału Pedagogiki, Psychologii i Socjologii Uniwersytetu Zielonogórskiego.

## Życiorys
W 1969 ukończyła studia psychologiczne na Uniwersytecie Warszawskim, 14 kwietnia 1981 obroniła pracę doktorską Oddziaływania wychowawcze matek a przystosowanie społeczne dzieci z rodzin rozbitych, 13 kwietnia 2010 habilitowała się na podstawie pracy zatytułowanej Syndrom pustego gniazda. Dobrostan matek usamodzielniających się dzieci. Została zatrudniona na stanowisku adiunkta w Zakładzie Psychologii Rozwoju Człowieka na Wydziale Psychologii Uniwersytetu Warszawskiego.
Jest profesorem uczelni Instytutu Psychologii Wydziału Pedagogiki, Psychologii i Socjologii Uniwersytetu Zielonogórskiego.